# Protosyzygiella pseudoconnexa
Protosyzygiella pseudoconnexa är en bladmossart som först beskrevs av Theodor Carl Karl Julius Herzog, och fick sitt nu gällande namn av Rudolf Mathias Schuster. Protosyzygiella pseudoconnexa ingår i släktet Protosyzygiella och familjen Jamesoniellaceae. Inga underarter finns listade i Catalogue of Life.